# Jack Johnson (muzikant)
Jack Hody Johnson (North Shore, Hawaï, 18 mei 1975) is een Amerikaans singer-songwriter.

## Biografie
Jack Johnson groeide op op het Hawaïaanse eiland Oahu. Zijn vader is de beroemde surfer Jeff Johnson. Toen Jack 5 jaar oud was, begon hij net als zijn vader met surfen. Zijn carrière als professioneel surfer liep goed. Echter, toen Johnson 17 jaar was, kreeg hij een surfongeluk, waarin hij zijn neus brak en meerdere verwondingen opliep. Hij moest het surfen opgeven en tijdens zijn revalidatie richtte Johnson zich steeds meer op de muziek. Hij studeerde film aan de University of California te Santa Barbara en begon in die tijd met het schrijven van nummers. Al sinds zijn 14e speelde hij gitaar, maar destijds stelde hij het surfen nog altijd boven de muziek. In 1999 werkte Johnson mee aan het album Philadelphonic van G. Love & Special Sauce. Samen met de groep, zou Rodeo Clowns de eerste single worden voor Johnson. In 2001 bracht hij zijn eerste solo-album uit, Brushfire Fairytales, dat niet in Nederland uitkwam.
Na dit album bracht hij twee surffilms uit: September Sessions en Thicker than Water. Hierna richtte hij zich weer op de muziek en bracht het succesvolle album On and On uit in 2003. In maart 2005 kwam hij met het album In Between Dreams dat zijn definitieve doorbraak betekende. Niet lang daarna bracht Johnson opnieuw een album uit: Sing-A-Long Songs and Lullabies for the film Curious George, wat tevens de soundtrack is van de film Curious George. Deze cd kwam op 10 februari 2006 uit, en op 15 februari kreeg hij de Brit Award voor Beste Internationale Nieuwkomer. Hij is inmiddels zijn boezemvriend Ben Harper, bij wie hij jarenlang in het voorprogramma stond, in populariteit voorbij gestreefd.
In de eerste week van februari 2008 kwam het album Sleep Through the Static uit. If I Had Eyes, de eerste single van de cd, was gratis te beluisteren op de site van zijn platenmaatschappij Brushfire Records.

In 2010 kwam zijn album To The Sea uit. Op 15 mei 2013, drie dagen voor zijn verjaardag, meldde Johnson dat hij samen met Mario Caldata (producer van On and On en In Between Dreams) aan een nieuw album werkte.
Op 7 september 2013 trad Johnson op in de Heineken Music Hall te Amsterdam, in het kader van zijn From Here To Now To You tour. Het gelijknamige album kwam 10 dagen later in Nederland uit.

## Discografie

### Albums
| Album met eventuele hitnotering(en) in de Nederlandse Album Top 100 | Datum van verschijnen | Datum van binnenkomst | Hoogste positie | Aantal weken | Opmerkingen                             |
| ------------------------------------------------------------------- | --------------------- | --------------------- | --------------- | ------------ | --------------------------------------- |
| Brushfire fairytales                                                | 01-02-2001            | -                     |                 |              |                                         |
| On and on                                                           | 06-05-2003            | -                     |                 |              |                                         |
| In between dreams                                                   | 25-02-2005            | 05-03-2005            | 7               | 86           |                                         |
| Sing-a-longs and lullabies for the film Curious George              | 03-02-2006            | 18-02-2006            | 9               | 43           | met Friends / Soundtrack Curious George |
| Sleep through the static                                            | 01-02-2008            | 09-02-2008            | 4               | 30           |                                         |
| En concert                                                          | 23-10-2009            | 31-10-2009            | 34              | 3            |                                         |
| To the sea                                                          | 28-05-2010            | 05-06-2010            | 8               | 15           |                                         |
| From here to now to you                                             | 21-09-2013            | 21-09-2013            | 8               | 5            |                                         |
| All the light above it too                                          | 08-09-2017            | 16-09-2017            | 29              | 2            |                                         |

| Album met hitnotering(en) in de Vlaamse Ultratop 200 albums | Datum van verschijnen | Datum van binnenkomst | Hoogste positie | Aantal weken | Opmerkingen                             |
| ----------------------------------------------------------- | --------------------- | --------------------- | --------------- | ------------ | --------------------------------------- |
| In between dreams                                           | 2005                  | 12-03-2005            | 54              | 6            |                                         |
| Sing-a-longs and lullabies for the film Curious George      | 2006                  | 25-02-2006            | 48              | 11           | met Friends / Soundtrack Curious George |
| Sleep through the static                                    | 2008                  | 09-02-2008            | 8               | 13           |                                         |
| En concert                                                  | 2009                  | 07-11-2009            | 60              | 1            |                                         |
| To the sea                                                  | 2010                  | 05-06-2010            | 13              | 15           |                                         |
| Best of Kokua festival                                      | 13-04-2012            | 19-05-2012            | 182             | 1            | met Friends                             |
| From here to now to you                                     | 2013                  | 21-09-2013            | 8               | 21           |                                         |
| All the light above it too                                  | 2017                  | 16-09-2017            | 51              | 3            |                                         |

### Singles
| Single met eventuele hitnotering(en) in de Nederlandse Top 40 | Datum van verschijnen | Datum van binnenkomst | Hoogste positie | Aantal weken | Opmerkingen                 |
| ------------------------------------------------------------- | --------------------- | --------------------- | --------------- | ------------ | --------------------------- |
| Sitting, waiting, wishing                                     | 25-03-2005            | 02-07-2005            | 32              | 4            | Nr. 67 in de Single Top 100 |
| Good people                                                   | 19-08-2005            | -                     |                 |              | Nr. 92 in de Single Top 100 |
| Upside down                                                   | 24-02-2006            | 25-03-2006            | 28              | 5            | Nr. 56 in de Single Top 100 |
| Talk of the town                                              | 28-07-2006            | 22-07-2006            | tip16           | -            | Nr. 96 in de Single Top 100 |
| If I had eyes                                                 | 11-12-2007            | 05-01-2008            | tip9            | -            | Nr. 60 in de Single Top 100 |
| You and your heart                                            | 05-04-2010            | 01-05-2010            | tip10           | -            |                             |

| Single met hitnotering(en) in de Vlaamse Ultratop 50 | Datum van verschijnen | Datum van binnenkomst | Hoogste positie | Aantal weken | Opmerkingen                 |
| ---------------------------------------------------- | --------------------- | --------------------- | --------------- | ------------ | --------------------------- |
| If I had eyes                                        | 2008                  | 09-02-2008            | tip3            | -            | Nr. 25 in de Radio 2 Top 30 |
| You and your heart                                   | 2010                  | 19-06-2010            | tip17           | -            |                             |
| In the morning                                       | 21-11-2011            | 21-01-2012            | tip90           | -            |                             |
| I got you                                            | 17-06-2013            | 29-06-2013            | tip9            |              |                             |
| Radiate                                              | 30-09-2013            | 12-10-2013            | tip32           |              |                             |
| Washing dishes                                       | 2013                  | 12-10-2013            | tip55           |              |                             |
| My mind is for sale                                  | 14-07-2017            | 05-08-2017            | tip             |              |                             |

### NPO Radio 2 Top 2000
| Nummers met noteringen in de NPO Radio 2 Top 2000 | '09  | '10  | '11  | '12  | '13  | '14  | '15  | '16  | '17 | '18  |
| ------------------------------------------------- | ---- | ---- | ---- | ---- | ---- | ---- | ---- | ---- | --- | ---- |
| Banana Pancakes                                   | -    | -    | -    | -    | -    | -    | -    | -    | -   | 1986 |
| Sitting, Waiting, Wishing                         | 1229 | 1356 | 1224 | 1263 | 1191 | 1745 | 1897 | 1925 | -   | -    |
| Upside Down                                       | -    | 1871 | 1912 | -    | 1944 | -    | -    | -    | -   | -    |

1. ↑  Een '-' betekent dat het nummer niet was genoteerd en een vetgedrukt getal geeft de hoogste notering van een nummer aan.
2. ↑  2009 was het eerste jaar met een notering voor Jack Johnson.
3. ↑  Deze tabel is bijgewerkt tot en met de laatste editie (2024).

### Dvd's
| Dvd's met hitnoteringen in de Nederlandse Music Top 30 | Datum van verschijnen | Datum van binnenkomst | Hoogste positie | Aantal weken | Opmerkingen |
| ------------------------------------------------------ | --------------------- | --------------------- | --------------- | ------------ | ----------- |
| En concert                                             | 2009                  | 07-11-2009            | 27              | 2            |             |
| Weekend at the Greek/Live at Japan                     | 2005                  | -                     | -               | -            |             |